# Luciano (Rapper)/Diskografie
Diese Diskografie ist eine Übersicht über die musikalischen Werke des deutschen Rappers Luciano. Den Schallplattenauszeichnungen zufolge hat er bisher mehr als 6,7 Millionen Tonträger verkauft. Er verkaufte alleine in seiner Heimat über 6,4 Millionen Tonträger, womit er zu den Musikern mit den meisten Tonträgerverkäufen des Landes zählt. Seine erfolgreichste Veröffentlichung ist die Single Beautiful Girl mit über 660.000 verkauften Einheiten.

## Alben

### Studioalben
| Jahr | Titel Musiklabel          | Höchstplatzierung, Gesamtwochen, AuszeichnungChartplatzierungen (Jahr, Titel, Musiklabel, Platzierungen, Wochen, Auszeichnungen, Anmerkungen) | Höchstplatzierung, Gesamtwochen, AuszeichnungChartplatzierungen (Jahr, Titel, Musiklabel, Platzierungen, Wochen, Auszeichnungen, Anmerkungen) | Höchstplatzierung, Gesamtwochen, AuszeichnungChartplatzierungen (Jahr, Titel, Musiklabel, Platzierungen, Wochen, Auszeichnungen, Anmerkungen) | Anmerkungen                                                  |
| Jahr | Titel Musiklabel          | DE | AT | CH | Anmerkungen                                                  |
| ---- | ------------------------- | --- | --- | --- | ------------------------------------------------------------ |
| 2017 | Eiskalt Locosquad (UMG)   | DE4 (11 Wo.)DE | AT14 (1 Wo.)AT | CH15 (1 Wo.)CH | Erstveröffentlichung: 17. November 2017                      |
| 2018 | L.O.C.O. Locosquad (UMG)  | DE4 Gold · (25 Wo.)DE | AT6 (17 Wo.)AT | CH4 Platin · (17 Wo.)CH | Erstveröffentlichung: 23. November 2018 Verkäufe: + 120.000  |
| 2019 | Millies Locosquad (UMG)   | DE4 (12 Wo.)DE | AT5 (12 Wo.)AT | CH4 Gold · (10 Wo.)CH | Erstveröffentlichung: 29. August 2019 Verkäufe: + 10.000     |
| 2020 | Exot Locosquad (UMG)      | DE6 (9 Wo.)DE | AT3 (6 Wo.)AT | CH3 (6 Wo.)CH | Erstveröffentlichung: 23. Juli 2020                          |
| 2021 | Aqua Locosquad (UMG)      | DE3 (23 Wo.)DE | AT2 (9 Wo.)AT | CH1 (20 Wo.)CH | Erstveröffentlichung: 1. Juli 2021                           |
| 2022 | Majestic Locosquad (UMG)  | DE2 Gold · (77 Wo.)DE | AT2 (45 Wo.)AT | CH2 (73 Wo.)CH | Erstveröffentlichung: 29. September 2022 Verkäufe: + 100.000 |
| 2024 | Seductive Locosquad (UMG) | DE1 (33 Wo.)DE | AT2 (20 Wo.)AT | CH1 (30 Wo.)CH | Erstveröffentlichung: 8. Februar 2024                        |

### Mixtapes
| Jahr | Titel Musiklabel                                     | Höchstplatzierung, Gesamtwochen, AuszeichnungChartplatzierungen (Jahr, Titel, Musiklabel, Platzierungen, Wochen, Auszeichnungen, Anmerkungen) | Höchstplatzierung, Gesamtwochen, AuszeichnungChartplatzierungen (Jahr, Titel, Musiklabel, Platzierungen, Wochen, Auszeichnungen, Anmerkungen) | Höchstplatzierung, Gesamtwochen, AuszeichnungChartplatzierungen (Jahr, Titel, Musiklabel, Platzierungen, Wochen, Auszeichnungen, Anmerkungen) | Anmerkungen                                              |
| Jahr | Titel Musiklabel                                     | DE | AT | CH | Anmerkungen                                              |
| ---- | ---------------------------------------------------- | --- | --- | --- | -------------------------------------------------------- |
| 2016 | Locosquad präsentiert 12812 Streetlife Records (UMG) | — | — | — | Erstveröffentlichung: 21. Oktober 2016 mit Nikky Santoro |
| 2017 | Banditorinho Streetlife Records (UMG)                | DE21 (4 Wo.)DE | AT33 (1 Wo.)AT | CH34 (1 Wo.)CH | Erstveröffentlichung: 31. März 2017                      |
| 2025 | Banditorinho 2 Locosquad (UMG)                       | — | — | — | Erstveröffentlichung: 14. August 2025                    |

### EPs
| Jahr | Titel Musiklabel            | Höchstplatzierung, Gesamtwochen, AuszeichnungChartplatzierungen (Jahr, Titel, Musiklabel, Platzierungen, Wochen, Auszeichnungen, Anmerkungen) | Höchstplatzierung, Gesamtwochen, AuszeichnungChartplatzierungen (Jahr, Titel, Musiklabel, Platzierungen, Wochen, Auszeichnungen, Anmerkungen) | Höchstplatzierung, Gesamtwochen, AuszeichnungChartplatzierungen (Jahr, Titel, Musiklabel, Platzierungen, Wochen, Auszeichnungen, Anmerkungen) | Anmerkungen                                          |
| Jahr | Titel Musiklabel            | DE | AT | CH | Anmerkungen                                          |
| ---- | --------------------------- | --- | --- | --- | ---------------------------------------------------- |
| 2025 | Gesegnet Feder Musik (Sony) | DE2 (16 Wo.)DE | AT5 (5 Wo.)AT | CH3 (11 Wo.)CH | Erstveröffentlichung: 17. Januar 2025 mit Apache 207 |

## Singles

### Als Leadmusiker
| Jahr | Titel Album                       | Höchstplatzierung, Gesamtwochen, AuszeichnungChartplatzierungen (Jahr, Titel, Album, Platzierungen, Wochen, Auszeichnungen, Anmerkungen) | Höchstplatzierung, Gesamtwochen, AuszeichnungChartplatzierungen (Jahr, Titel, Album, Platzierungen, Wochen, Auszeichnungen, Anmerkungen) | Höchstplatzierung, Gesamtwochen, AuszeichnungChartplatzierungen (Jahr, Titel, Album, Platzierungen, Wochen, Auszeichnungen, Anmerkungen) | Anmerkungen                                                                        |
| Jahr | Titel Album                       | DE | AT | CH | Anmerkungen                                                                        |
| --- | --------------------------------- | --- | --- | --- | ---------------------------------------------------------------------------------- |
| 2017 | Jäger Eiskalt                     | DE75 Gold · (3 Wo.)DE | — | — | Erstveröffentlichung: 24. März 2017 Verkäufe: + 200.000                            |
| 2017 | Hawaii Eiskalt                    | DE55 Gold · (4 Wo.)DE | — | — | Erstveröffentlichung: 28. Juli 2017 Verkäufe: + 200.000                            |
| 2017 | Flex Eiskalt                      | DE76 (1 Wo.)DE | — | — | Erstveröffentlichung: 28. September 2017                                           |
| 2017 | Vorankommen Eiskalt               | DE36 Gold · (7 Wo.)DE | — | — | Erstveröffentlichung: 20. Oktober 2017 Verkäufe: + 200.000                         |
| 2017 | Die Straße ein Teil Eiskalt       | DE54 (1 Wo.)DE | — | — | Erstveröffentlichung: 14. November 2017 feat. Gzuz                                 |
| 2018 | Roli L.O.C.O.                     | DE34 (6 Wo.)DE | AT67 (1 Wo.)AT | CH87 (1 Wo.)CH | Erstveröffentlichung: 13. April 2018                                               |
| 2018 | Ballin L.O.C.O.                   | DE10 Gold · (19 Wo.)DE | AT23 (6 Wo.)AT | CH23 (5 Wo.)CH | Erstveröffentlichung: 13. Juli 2018 Verkäufe: + 200.000                            |
| 2018 | MoneyGram L.O.C.O.                | DE7 Gold · (12 Wo.)DE | AT9 (8 Wo.)AT | CH11 (5 Wo.)CH | Erstveröffentlichung: 28. September 2018 Verkäufe: + 200.000                       |
| 2018 | Meer L.O.C.O.                     | DE3 Platin · (18 Wo.)DE | AT8 (13 Wo.)AT | CH8 (9 Wo.)CH | Erstveröffentlichung: 26. Oktober 2018 Verkäufe: + 400.000                         |
| 2018 | Valentino Camouflage L.O.C.O.     | DE6 (8 Wo.)DE | AT13 (4 Wo.)AT | CH18 (4 Wo.)CH | Erstveröffentlichung: 16. November 2018 feat. Nimo                                 |
| 2019 | Diablo –                          | DE13 (4 Wo.)DE | AT23 (3 Wo.)AT | CH41 (2 Wo.)CH | Erstveröffentlichung: 1. März 2019                                                 |
| 2019 | Ya Salame Millies                 | DE5 Gold · (7 Wo.)DE | AT5 (5 Wo.)AT | CH8 Platin · (4 Wo.)CH | Erstveröffentlichung: 22. März 2019 Verkäufe: + 230.000; feat. Samra               |
| 2019 | Millies                           | DE19 (5 Wo.)DE | AT20 (2 Wo.)AT | CH27 Gold · (2 Wo.)CH | Erstveröffentlichung: 19. April 2019 Verkäufe: + 10.000                            |
| 2019 | La Haine Millies                  | DE4 Gold · (16 Wo.)DE | AT4 (8 Wo.)AT | CH4 Platin · (8 Wo.)CH | Erstveröffentlichung: 31. Mai 2019 Verkäufe: + 220.000                             |
| 2019 | Im Plus Millies                   | DE12 (6 Wo.)DE | AT12 (4 Wo.)AT | CH23 Gold · (3 Wo.)CH | Erstveröffentlichung: 27. Juni 2019 Verkäufe: + 10.000                             |
| 2019 | Im Film Millies                   | DE12 (8 Wo.)DE | AT15 (3 Wo.)AT | CH17 Gold · (3 Wo.)CH | Erstveröffentlichung: 18. Juli 2019 Verkäufe: + 10.000                             |
| 2019 | Yeah Millies                      | DE3 (7 Wo.)DE | AT8 (5 Wo.)AT | CH7 Gold · (5 Wo.)CH | Erstveröffentlichung: 15. August 2019 Verkäufe: + 10.000                           |
| 2019 | Fendi Drip Millies                | DE6 Gold · (8 Wo.)DE | AT7 (6 Wo.)AT | CH10 Gold · (5 Wo.)CH | Erstveröffentlichung: 30. August 2019 Verkäufe: + 210.000; feat. Lil Baby & Ufo361 |
| 2019 | Himmel grau Nonstop               | DE11 (6 Wo.)DE | AT19 (1 Wo.)AT | CH30 (2 Wo.)CH | Erstveröffentlichung: 6. Dezember 2019 mit The Cratez & Kontra K                   |
| 2020 | Mios mit Bars Exot                | DE2 Gold · (10 Wo.)DE | AT4 Gold · (6 Wo.)AT | CH4 (5 Wo.)CH | Erstveröffentlichung: 13. Februar 2020 Verkäufe: + 215.000                         |
| 2020 | Sip Exot                          | DE3 (6 Wo.)DE | AT5 (4 Wo.)AT | CH13 (3 Wo.)CH | Erstveröffentlichung: 5. März 2020                                                 |
| 2020 | Trippin’ Exot                     | DE8 (4 Wo.)DE | AT11 (3 Wo.)AT | CH20 (2 Wo.)CH | Erstveröffentlichung: 26. März 2020                                                |
| 2020 | Late Night Exot                   | DE7 Gold · (11 Wo.)DE | AT12 (4 Wo.)AT | CH17 (4 Wo.)CH | Erstveröffentlichung: 30. April 2020 Verkäufe: + 200.000                           |
| 2020 | Maison Exot                       | DE9 (7 Wo.)DE | AT12 (4 Wo.)AT | CH23 (3 Wo.)CH | Erstveröffentlichung: 14. Mai 2020                                                 |
| 2020 | Nacht zu kurz Exot                | DE5 (5 Wo.)DE | AT8 (3 Wo.)AT | CH12 (3 Wo.)CH | Erstveröffentlichung: 2. Juli 2020                                                 |
| 2020 | Never Know Exot                   | DE3 Gold · (6 Wo.)DE | AT4 (4 Wo.)AT | CH7 (4 Wo.)CH | Erstveröffentlichung: 16. Juli 2020 Verkäufe: + 200.000; feat. Shirin David        |
| 2020 | Aqua                              | DE18 (1 Wo.)DE | AT43 (1 Wo.)AT | CH47 (1 Wo.)CH | Erstveröffentlichung: 26. November 2020                                            |
| 2020 | Shawty Aqua                       | DE7 (6 Wo.)DE | AT22 (2 Wo.)AT | CH10 (5 Wo.)CH | Erstveröffentlichung: 10. Dezember 2020                                            |
| 2021 | Suicide Doors Aqua                | DE12 (3 Wo.)DE | AT15 (2 Wo.)AT | CH20 (2 Wo.)CH | Erstveröffentlichung: 7. Januar 2021                                               |
| 2021 | Nicht wach Aqua                   | DE19 (2 Wo.)DE | AT24 (1 Wo.)AT | CH28 (1 Wo.)CH | Erstveröffentlichung: 4. Februar 2021                                              |
| 2021 | Peppermint Aqua                   | DE3 Gold · (14 Wo.)DE | AT4 (10 Wo.)AT | CH4 (11 Wo.)CH | Erstveröffentlichung: 4. März 2021 Verkäufe: + 200.000                             |
| 2021 | Melodien –                        | DE60 (1 Wo.)DE | — | — | Erstveröffentlichung: 2. April 2021 mit Undacava                                   |
| 2021 | Kids from the Block Aqua          | DE3 Gold · (13 Wo.)DE | AT6 (9 Wo.)AT | CH4 (12 Wo.)CH | Erstveröffentlichung: 8. April 2021 Verkäufe: + 200.000                            |
| 2021 | Elmas Aqua                        | DE5 (10 Wo.)DE | AT15 (5 Wo.)AT | CH10 (6 Wo.)CH | Erstveröffentlichung: 6. Mai 2021 feat. Lil Zey                                    |
| 2021 | Drilla Aqua                       | DE8 (7 Wo.)DE | AT14 (3 Wo.)AT | CH18 (4 Wo.)CH | Erstveröffentlichung: 31. Mai 2021                                                 |
| 2021 | Schmetterling Aqua                | DE3 Gold · (15 Wo.)DE | AT7 (8 Wo.)AT | CH4 (9 Wo.)CH | Erstveröffentlichung: 17. Juni 2021 Verkäufe: + 200.000                            |
| 2021 | SUVs Majestic                     | DE16 Gold · (11 Wo.)DE | AT38 (2 Wo.)AT | CH20 (4 Wo.)CH | Erstveröffentlichung: 2. Dezember 2021 Verkäufe: + 200.000                         |
| 2022 | Sweet Dreams Majestic             | DE24 (5 Wo.)DE | AT41 (1 Wo.)AT | CH24 (5 Wo.)CH | Erstveröffentlichung: 7. März 2022                                                 |
| 2022 | Majestic                          | DE6 (4 Wo.)DE | AT18 (2 Wo.)AT | CH10 (2 Wo.)CH | Erstveröffentlichung: 17. März 2022                                                |
| 2022 | Beautiful Girl Majestic           | DE1 ×3Dreifachgold · (57 Wo.)DE | AT1 ×2Doppelplatin · (54 Wo.)AT | CH1 (50 Wo.)CH | Erstveröffentlichung: 28. April 2022 Verkäufe: + 660.000                           |
| 2022 | Push It Majestic                  | DE17 (2 Wo.)DE | AT28 (1 Wo.)AT | CH29 (1 Wo.)CH | Erstveröffentlichung: 23. Juni 2022                                                |
| 2022 | Frozen Tears Majestic             | DE8 (11 Wo.)DE | AT12 (5 Wo.)AT | CH13 (4 Wo.)CH | Erstveröffentlichung: 28. Juli 2022                                                |
| 2022 | Präsi Suite –                     | DE30 (1 Wo.)DE | AT58 (1 Wo.)AT | CH48 (1 Wo.)CH | Erstveröffentlichung: 29. August 2022                                              |
| 2022 | Bamba Majestic                    | DE1 Platin · (50 Wo.)DE | AT1 Platin · (41 Wo.)AT | CH1 (37 Wo.)CH | Erstveröffentlichung: 22. September 2022 Verkäufe: + 430.000; feat. Aitch & Bia    |
| 2022 | West Connect Majestic             | DE7 (6 Wo.)DE | AT6 (5 Wo.)AT | CH4 (6 Wo.)CH | Erstveröffentlichung: 28. September 2022 feat. Central Cee                         |
| 2023 | On My Way –                       | DE6 (4 Wo.)DE | AT15 (3 Wo.)AT | CH13 (3 Wo.)CH | Erstveröffentlichung: 10. Januar 2023                                              |
| 2023 | We Too Deep Seductive             | DE5 (3 Wo.)DE | AT18 (2 Wo.)AT | CH14 (2 Wo.)CH | Erstveröffentlichung: 22. Juni 2023                                                |
| 2023 | Mami Seductive                    | DE8 (4 Wo.)DE | AT14 (2 Wo.)AT | CH14 (2 Wo.)CH | Erstveröffentlichung: 10. August 2023 feat. Bia                                    |
| 2023 | All I Need Seductive              | DE23 (2 Wo.)DE | AT42 (1 Wo.)AT | CH25 (1 Wo.)CH | Erstveröffentlichung: 24. August 2023                                              |
| 2023 | Cold Princess Seductive           | DE13 (4 Wo.)DE | AT24 (2 Wo.)AT | CH17 (3 Wo.)CH | Erstveröffentlichung: 12. Oktober 2023                                             |
| 2023 | 2 Germans Seductive               | DE7 (4 Wo.)DE | AT9 (4 Wo.)AT | CH7 (3 Wo.)CH | Erstveröffentlichung: 26. Oktober 2023 feat. Gzuz                                  |
| 2023 | Familia Seductive                 | DE12 (2 Wo.)DE | AT15 (2 Wo.)AT | CH6 (3 Wo.)CH | Erstveröffentlichung: 9. November 2023 feat. Morad                                 |
| 2024 | Time Seductive                    | DE1 (8 Wo.)DE | AT1 (4 Wo.)AT | CH1 (8 Wo.)CH | Erstveröffentlichung: 4. Januar 2024                                               |
| 2024 | Beverly Hills Freestyle Seductive | DE21 (1 Wo.)DE | AT48 (1 Wo.)AT | CH40 (1 Wo.)CH | Erstveröffentlichung: 11. Januar 2024                                              |
| 2024 | Intro Seductive                   | DE21 (1 Wo.)DE | AT41 (1 Wo.)AT | CH25 (1 Wo.)CH | Erstveröffentlichung: 18. Januar 2024                                              |
| 2024 | Blue Porsche Seductive            | DE10 (4 Wo.)DE | AT21 (1 Wo.)AT | CH6 (4 Wo.)CH | Erstveröffentlichung: 25. Januar 2024 feat. Niska                                  |
| 2024 | What Happened Seductive           | DE18 (2 Wo.)DE | AT37 (1 Wo.)AT | CH30 (1 Wo.)CH | Erstveröffentlichung: 30. Januar 2024                                              |
| 2024 | Another Vibe Seductive            | DE17 (17 Wo.)DE | AT25 (15 Wo.)AT | CH13 (16 Wo.)CH | Erstveröffentlichung: 7. Februar 2024 feat. Omah Lay                               |
| 2024 | Starboy –                         | DE2 (13 Wo.)DE | AT6 (10 Wo.)AT | CH6 (10 Wo.)CH | Erstveröffentlichung: 18. Juli 2024 feat. Jazeek                                   |
| 2024 | In a Minute –                     | DE14 (3 Wo.)DE | AT33 (2 Wo.)AT | CH23 (3 Wo.)CH | Erstveröffentlichung: 20. November 2024                                            |
| 2025 | Chanelli –                        | DE13 (4 Wo.)DE | AT20 (3 Wo.)AT | CH12 (3 Wo.)CH | Erstveröffentlichung: 10. April 2025                                               |
| 2025 | Unlock –                          | DE16 (… Wo.)DE | AT30 (2 Wo.)AT | CH19 (2 Wo.)CH | Erstveröffentlichung: 1. Mai 2025                                                  |
| 2025 | Hit One –                         | DE14 (… Wo.)DE | AT28 (1 Wo.)AT | CH7 (2 Wo.)CH | Erstveröffentlichung: 3. Juli 2025                                                 |
| 2025 | Big Boy Banditorinho 2            | DE16 (… Wo.)DE | AT42 (… Wo.)AT | CH28 (… Wo.)CH | Erstveröffentlichung: 24. Juli 2025                                                |
| 2025 | Sure Shots Banditorinho 2         | DE13 (… Wo.)DE | AT36 (… Wo.)AT | CH22 (… Wo.)CH | Erstveröffentlichung: 7. August 2025 feat. Thizzy52                                |
| 2025 | Sauvage Banditorinho 2            | — | — | — | Erstveröffentlichung: 13. August 2025 feat. Sosa La M                              |
| Folgende Lieder erschienen nicht als Single, wurden aber durch das Album zum Download und Streaming bereitgestellt und konnten somit eine Platzierung erlangen: |                                   | | | |                                                                                    |
| |                                   | | | |                                                                                    |
| 2017 | Eiskalt                           | DE44 (1 Wo.)DE | — | CH54 (1 Wo.)CH | Charteinstieg: 24. November 2017                                                   |
| 2017 | Jeden Tag Eiskalt                 | DE51 (1 Wo.)DE | — | CH72 (1 Wo.)CH | Charteinstieg: 24. November 2017                                                   |
| 2017 | Geh meinen Weg Eiskalt            | DE80 (1 Wo.)DE | — | — | Charteinstieg: 24. November 2017                                                   |
| 2017 | Berlin Favela Eiskalt             | DE89 (1 Wo.)DE | — | — | Charteinstieg: 24. November 2017                                                   |
| 2017 | Loco Soldato Eiskalt              | DE100 (1 Wo.)DE | — | — | Charteinstieg: 24. November 2017                                                   |
| 2018 | Guap Gang L.O.C.O.                | DE15 (4 Wo.)DE | AT26 (1 Wo.)AT | CH28 (2 Wo.)CH | Charteinstieg: 30. November 2018 feat. Capital Bra                                 |
| 2018 | Traube Minze L.O.C.O.             | DE36 (2 Wo.)DE | — | — | Charteinstieg: 30. November 2018                                                   |
| 2018 | Gestern L.O.C.O.                  | DE42 (1 Wo.)DE | — | — | Charteinstieg: 30. November 2018                                                   |
| 2018 | Money L.O.C.O.                    | DE51 (1 Wo.)DE | — | — | Charteinstieg: 30. November 2018 feat. Fredo                                       |
| 2018 | Locodinho L.O.C.O.                | DE54 (1 Wo.)DE | — | — | Charteinstieg: 30. November 2018 feat. Eno                                         |
| 2018 | Durch die City L.O.C.O.           | DE57 (1 Wo.)DE | — | — | Charteinstieg: 30. November 2018 feat. Azzi Memo & Kalim                           |
| 2018 | Champion L.O.C.O.                 | DE58 (1 Wo.)DE | — | — | Charteinstieg: 30. November 2018                                                   |
| 2018 | Hayate L.O.C.O.                   | DE45 (7 Wo.)DE | — | — | Charteinstieg: 30. November 2018                                                   |
| 2018 | Maktub L.O.C.O.                   | DE80 (1 Wo.)DE | — | — | Charteinstieg: 30. November 2018                                                   |
| 2018 | Intro L.O.C.O.                    | DE83 (1 Wo.)DE | — | — | Charteinstieg: 30. November 2018                                                   |
| 2018 | Sie will L.O.C.O.                 | DE91 (1 Wo.)DE | — | — | Charteinstieg: 30. November 2018 feat. Yung Hurn                                   |
| 2019 | Jean Paul Gaultier Millies        | — | AT31 (1 Wo.)AT | CH24 (2 Wo.)CH | Charteinstieg: 8. September 2019                                                   |
| 2020 | Halb 3 Exot                       | DE21 (2 Wo.)DE | AT37 (1 Wo.)AT | CH56 (1 Wo.)CH | Charteinstieg: 31. Juli 2020 feat. Macloud                                         |
| 2020 | Frozen Exot                       | DE— aDE | AT44 (1 Wo.)AT | CH53 (1 Wo.)CH | Charteinstieg: 2. August 2020                                                      |
| 2021 | Promise Aqua                      | DE14 (3 Wo.)DE | AT26 (1 Wo.)AT | CH25 (1 Wo.)CH | Charteinstieg: 9. Juli 2021                                                        |
| 2021 | Arrived Aqua                      | DE— bDE | AT48 (1 Wo.)AT | CH31 (2 Wo.)CH | Charteinstieg: 11. Juli 2021 feat. Headie One                                      |
| 2022 | Drill LUV Majestic                | DE77 (2 Wo.)DE | — | — | Charteinstieg: 21. Oktober 2022                                                    |
| 2022 | Blue Cheese Majestic              | DE— cDE | — | — | Charteinstieg: 21. Oktober 2022 feat. Kalim                                        |
| 2024 | Facts Seductive                   | DE— dDE | — | — | Charteinstieg: 16. Februar 2024                                                    |
| 2024 | DTMS Seductive                    | — | — | CH49 (1 Wo.)CH | Charteinstieg: 18. Februar 2024                                                    |
| 2024 | Love Ya Seductive                 | DE25 (3 Wo.)DE | AT57 (1 Wo.)AT | CH47 (1 Wo.)CH | Charteinstieg: 1. März 2024 feat. Mario                                            |
| 2025 | Gesegnet                          | DE2 (6 Wo.)DE | AT10 (3 Wo.)AT | CH9 (2 Wo.)CH | Charteinstieg: 24. Januar 2025 mit Apache 207                                      |
| 2025 | Cold as Ice Gesegnet              | DE37 (2 Wo.)DE | AT22 (2 Wo.)AT | CH19 (2 Wo.)CH | Charteinstieg: 26. Januar 2025 mit Apache 207                                      |
| 2025 | Bei Nacht Gesegnet                | — | AT53 (1 Wo.)AT | CH31 (1 Wo.)CH | Charteinstieg: 26. Januar 2025 mit Apache 207                                      |

### Als Gastmusiker
| Jahr | Titel Album                                 | Höchstplatzierung, Gesamtwochen, AuszeichnungChartplatzierungen (Jahr, Titel, Album, Platzierungen, Wochen, Auszeichnungen, Anmerkungen) | Höchstplatzierung, Gesamtwochen, AuszeichnungChartplatzierungen (Jahr, Titel, Album, Platzierungen, Wochen, Auszeichnungen, Anmerkungen) | Höchstplatzierung, Gesamtwochen, AuszeichnungChartplatzierungen (Jahr, Titel, Album, Platzierungen, Wochen, Auszeichnungen, Anmerkungen) | Anmerkungen                                                                                                  |
| Jahr | Titel Album                                 | DE | AT | CH | Anmerkungen                                                                                                  |
| --- | ------------------------------------------- | --- | --- | --- | --- |
| 2017 | Tresi Thronfolger                           | DE93 (1 Wo.)DE | — | — | Erstveröffentlichung: 11. August 2017 Kalim feat. Luciano                                                    |
| 2017 | Yakuza Hitman                               | DE31 (8 Wo.)DE | — | — | Erstveröffentlichung: 15. September 2017 Veysel feat. Luciano                                                |
| 2018 | Airmax gegen Kopf Dardy Luther King (Pt. I) | DE28 Gold · (7 Wo.)DE | AT62 (2 Wo.)AT | CH71 Gold · (1 Wo.)CH | Erstveröffentlichung: 2. Februar 2018 Verkäufe: + 210.000; Dardan feat. Luciano                              |
| 2018 | Mwaka Moon (Remix) –                        | — | — | — | Erstveröffentlichung: 4. Mai 2018 Kalash feat. Luciano                                                       |
| 2018 | Klick Berlin Dakar                          | — | — | — | Erstveröffentlichung: 8. Juni 2018 Adesse feat. Luciano                                                      |
| 2018 | Roli Glitzer Glitzer Allein                 | DE1 Gold · (12 Wo.)DE | AT4 (6 Wo.)AT | CH7 (3 Wo.)CH | Erstveröffentlichung: 19. Oktober 2018 Verkäufe: + 200.000; Capital Bra feat. Eno & Luciano                  |
| 2019 | Kilo Null auf Hundert                       | DE35 (1 Wo.)DE | — | — | Erstveröffentlichung: 8. Februar 2019 Kalim feat. Luciano                                                    |
| 2019 | Gib Gas Wave                                | DE7 (5 Wo.)DE | AT8 (3 Wo.)AT | CH18 (2 Wo.)CH | Erstveröffentlichung: 17. Mai 2019 Ufo361 feat. Luciano                                                      |
| 2019 | Royal Rumble –                              | DE1 Gold · (10 Wo.)DE | AT3 (7 Wo.)AT | CH4 (5 Wo.)CH | Erstveröffentlichung: 14. Juni 2019 Verkäufe: + 200.000 Capital Bra, Kalazh44 & Samra feat. Luciano & Nimo   |
| 2019 | Pinocchio –                                 | — | — | — | Erstveröffentlichung: 5. Juli 2019 Mozzik feat. Luciano                                                      |
| 2019 | Energie Ich und keine Maske                 | DE10 (8 Wo.)DE | AT11 (5 Wo.)AT | CH22 Gold · (3 Wo.)CH | Erstveröffentlichung: 11. Juli 2019 Verkäufe: + 10.000; Sido feat. Luciano                                   |
| 2019 | Summer Cem Nur noch nice                    | DE6 Gold · (13 Wo.)DE | AT6 (10 Wo.)AT | CH6 (8 Wo.)CH | Erstveröffentlichung: 20. September 2019 Verkäufe: + 200.000; Summer Cem feat. Luciano                       |
| 2019 | Athen LSD                                   | DE21 (2 Wo.)DE | AT37 (1 Wo.)AT | CH48 (1 Wo.)CH | Erstveröffentlichung: 28. November 2019 Jamule feat. Luciano                                                 |
| 2020 | Valla nein! Maximum III                     | DE2 (8 Wo.)DE | AT3 (6 Wo.)AT | CH7 (4 Wo.)CH | Erstveröffentlichung: 5. Juni 2020 KC Rebell & Summer Cem feat. Luciano                                      |
| 2020 | XXL Futura                                  | DE2 Gold · (17 Wo.)DE | AT2 (13 Wo.)AT | CH3 (10 Wo.)CH | Erstveröffentlichung: 26. Juni 2020 Verkäufe: + 200.000 Miksu/Macloud feat. Jamule, Luciano & Summer Cem     |
| 2020 | Ain’t It Different (Remix) –                | DE— eDE | AT— e GoldAT | CH— eCH | Erstveröffentlichung: 19. August 2020 Verkäufe: + 15.000; Headie One feat. AJ Tracey, Luciano & Stormzy      |
| 2020 | Bad Weisswein & Heartbreaks                 | DE32 (1 Wo.)DE | AT55 (1 Wo.)AT | CH67 (1 Wo.)CH | Erstveröffentlichung: 11. September 2020 Reezy feat. Luciano                                                 |
| 2020 | Devam Blaue Stunde                          | DE9 Gold · (11 Wo.)DE | AT27 (5 Wo.)AT | CH48 (2 Wo.)CH | Erstveröffentlichung: 18. September 2020 Verkäufe: + 200.000; Gentleman feat. Ezhel & Luciano                |
| 2021 | Birkin Bag –                                | DE31 (1 Wo.)DE | AT50 (1 Wo.)AT | CH79 (1 Wo.)CH | Erstveröffentlichung: 14. Januar 2021 DJ Jeezy feat. Kalim, Luciano & Reezy                                  |
| 2021 | Wings 2.0 Stay High                         | DE— fDE | AT— fAT | CH— fCH | Erstveröffentlichung: 15. Februar 2021 Ufo361 feat. Luciano                                                  |
| 2021 | Bad Eyez Moonboy                            | DE5 Gold · (13 Wo.)DE | AT11 (13 Wo.)AT | CH13 (12 Wo.)CH | Erstveröffentlichung: 18. Februar 2021 Verkäufe: + 200.000; Nimo feat. Luciano                               |
| 2021 | On A Drill FR                               | — | — | — | Erstveröffentlichung: 25. Februar 2021 Gazo feat. Luciano                                                    |
| 2021 | Hmm (Germany Remix) –                       | — | — | — | Erstveröffentlichung: 14. Mai 2021 G4 Boyz feat. Luciano                                                     |
| 2021 | Oha Remix –                                 | DE39 (1 Wo.)DE | AT59 (1 Wo.)AT | CH71 (1 Wo.)CH | Erstveröffentlichung: 20. August 2021 Murda & Summer Cem feat. Luciano                                       |
| 2021 | 2CB Zukunft II                              | DE1 Gold · (17 Wo.)DE | AT1 Platin · (37 Wo.)AT | CH2 (11 Wo.)CH | Erstveröffentlichung: 10. September 2021 Verkäufe: + 230.000; RAF Camora feat. Luciano                       |
| 2021 | Bleib’ über Nacht T.O.T.Y.                  | DE8 (5 Wo.)DE | AT16 (3 Wo.)AT | CH14 (4 Wo.)CH | Erstveröffentlichung: 26. Oktober 2021 Kalim feat. Luciano                                                   |
| 2021 | 10von10 (Remix) Seelenfrieden               | DE— gDE | AT— gAT | CH— gCH | Erstveröffentlichung: 31. Dezember 2021 Pajel feat. Headie One & Luciano                                     |
| 2022 | Dunya –                                     | DE73 (1 Wo.)DE | — | CH63 (1 Wo.)CH | Erstveröffentlichung: 31. März 2022 IAM feat. Luciano                                                        |
| 2022 | Paris Traplife Balance                      | DE33 (1 Wo.)DE | AT68 (1 Wo.)AT | — | Erstveröffentlichung: 12. Mai 2022 Billa Joe feat. Luciano & Reezy                                           |
| 2022 | Cloud –                                     | DE20 (2 Wo.)DE | AT36 (1 Wo.)AT | CH31 (1 Wo.)CH | Erstveröffentlichung: 16. Juni 2022 Headie One feat. Luciano                                                 |
| 2022 | Adrenalina Dhurata                          | DE19 (4 Wo.)DE | AT14 (5 Wo.)AT | CH3 (10 Wo.)CH | Erstveröffentlichung: 22. Juli 2022 Dhurata Dora feat. Luciano                                               |
| 2023 | Shut Up –                                   | — | — | CH51 (1 Wo.)CH | Erstveröffentlichung: 1. März 2023 Dhurata Dora feat. Luciano & Noizy                                        |
| 2023 | Ay Lala –                                   | DE— hDE | — | — | Erstveröffentlichung: 9. März 2023 Verkäufe: + 25.000 Malik Montana feat. Baby Gang, Fivio Foreign & Luciano |
| 2023 | All Night XV                                | DE1 Gold · (26 Wo.)DE | AT1 (32 Wo.)AT | CH1 (15 Wo.)CH | Erstveröffentlichung: 31. März 2023 Verkäufe: + 200.000; RAF Camora feat. Luciano                            |
| 2023 | Orange –                                    | DE11 (4 Wo.)DE | AT8 (3 Wo.)AT | CH7 (4 Wo.)CH | Erstveröffentlichung: 6. April 2023 Verkäufe: + 50.000; Sfera Ebbasta feat. Luciano                          |
| 2023 | Expensive Shit Mr. Misunderstood            | DE3 (8 Wo.)DE | AT7 (6 Wo.)AT | CH5 (4 Wo.)CH | Erstveröffentlichung: 5. Mai 2023 Reezy feat. Luciano                                                        |
| 2023 | Pay per View –                              | DE72 (1 Wo.)DE | — | — | Erstveröffentlichung: 1. September 2023 DJ Jeezy feat. K-Trap, Luciano & Murda                               |
| 2023 | Wiedaa –                                    | DE55 (1 Wo.)DE | AT58 (1 Wo.)AT | CH91 (1 Wo.)CH | Erstveröffentlichung: 24. November 2023 Stickle feat. Luciano & Yung Hurn                                    |
| 2023 | Wonderful Life –                            | DE1 (13 Wo.)DE | AT2 (10 Wo.)AT | CH1 (9 Wo.)CH | Erstveröffentlichung: 29. Dezember 2023 6PM Records feat. Hurts, Luciano & Sira                              |
| 2024 | Eta Do Not Disturb                          | DE64 (1 Wo.)DE | — | CH57 (1 Wo.)CH | Erstveröffentlichung: 14. März 2024 Nemzzz feat. Luciano                                                     |
| 2024 | Blaq on Blaq Xabat                          | DE5 (5 Wo.)DE | AT12 (3 Wo.)AT | CH13 (3 Wo.)CH | Erstveröffentlichung: 30. Mai 2024 HoodBlaq feat. Luciano                                                    |
| 2024 | Baddies –                                   | DE6 (10 Wo.)DE | AT7 (6 Wo.)AT | CH5 (5 Wo.)CH | Erstveröffentlichung: 6. Juni 2024 Aitch feat. Luciano                                                       |
| 2024 | Playboybunnies Most Valuable Playa          | DE3 (20 Wo.)DE | AT5 (14 Wo.)AT | CH3 (11 Wo.)CH | Erstveröffentlichung: 4. Oktober 2024 Jazeek feat. Luciano & Miksu/Macloud                                   |
| 2024 | Butcher –                                   | DE9 (14 Wo.)DE | AT15 (8 Wo.)AT | CH16 (7 Wo.)CH | Erstveröffentlichung: 6. Dezember 2024 Sosa La M feat. Luciano                                               |
| 2025 | Energy –                                    | — | AT51 (1 Wo.)AT | CH3 (6 Wo.)CH | Erstveröffentlichung: 30. Mai 2025 Dafina Zeqiri feat. Luciano                                               |
| Folgende Lieder erschienen nicht als Single, wurden aber durch das Album zum Download und Streaming bereitgestellt und konnten somit eine Platzierung erlangen: |                                             | | | | |
| |                                             | | | | |
| 2019 | Pilot Fuchs                                 | DE91 (1 Wo.)DE | — | — | Charteinstieg: 10. Mai 2019 Eno feat. Luciano                                                                |
| 2019 | Star Nimoriginal                            | DE36 (5 Wo.)DE | — | CH79 (1 Wo.)CH | Charteinstieg: 27. Dezember 2019 Nimo feat. Luciano                                                          |
| 2021 | Vollmond Ensar                              | DE21 (6 Wo.)DE | AT55 (1 Wo.)AT | CH59 (1 Wo.)CH | Charteinstieg: 3. September 2021 Eno feat. Luciano                                                           |
| 2022 | Alles black Große Freiheit                  | DE8 (4 Wo.)DE | AT6 (4 Wo.)AT | CH16 (3 Wo.)CH | Charteinstieg: 21. Januar 2022 Gzuz feat. Luciano & RAF Camora                                               |
| 2023 | Lifeline Really Her                         | DE— iDE | — | — | Charteinstieg: 6. Oktober 2023 Bia feat. Luciano                                                             |

## Musikvideos
| Jahr | Titel                 | Regie                                          |
| ---- | --------------------- | ---------------------------------------------- |
| 2015 | Mein Film             | Skaf Eddo                                      |
| 2016 | Loco Gang Member      | Skaf Eddo                                      |
| 2016 | Matador Loco          | Skaf Eddo                                      |
| 2016 | Kapuze tief           | Skaf Eddo                                      |
| 2016 | Vato mulatto          | Skaf Eddo                                      |
| 2016 | Jagen die Mio         | Skaf Eddo                                      |
| 2016 | Okocha / Banditorinho | Skaf Eddo                                      |
| 2016 | Bald helal            | Skaf Eddo                                      |
| 2017 | Gauner in Lacoste     | Skaf Eddo                                      |
| 2017 | Jäger                 | Skaf Eddo                                      |
| 2017 | Riyad mahrez          | Skaf Eddo                                      |
| 2017 | Psychose              | Skaf Eddo                                      |
| 2017 | Anders nicht wie du   | Skaf Eddo                                      |
| 2017 | Hawaii                |                                                |
| 2017 | Tresi                 | MacDuke                                        |
| 2017 | Yakuza                | Sener Ant                                      |
| 2017 | Flex                  | Skaf Eddo                                      |
| 2017 | Vorankommen           | Skaf Eddo, Javier de la Fuente, Stephan Telaar |
| 2017 | Berlin Favela         | Shaho Casado                                   |
| 2017 | Geh meinen Weg        | Dominik Wieschermann                           |
| 2018 | Airmax gegen Kopf     | Omely                                          |
| 2018 | Jeden Tag             |                                                |
| 2018 | Roli                  |                                                |
| 2018 | Klick                 | Gerrit Piechowski                              |
| 2018 | Ballin                |                                                |
| 2018 | MoneyGram             | Felix Aaron                                    |
| 2018 | Roli Glitzer Glitzer  | Orkan Çe                                       |
| 2018 | Meer                  | Felix Aaron                                    |
| 2018 | Valentino Camouflage  | Felix Aaron                                    |
| 2018 | Hayate                | Felix Aaron                                    |
| 2019 | Weiß maskiert         | Felix Aaron                                    |
| 2019 | Money                 | Toxic TV                                       |
| 2019 | Kilo                  | MacDuke                                        |
| 2019 | Diablo                | Felix Aaron                                    |
| 2019 | Ya Salame             | Felix Aaron                                    |
| 2019 | Millies               | Felix Aaron                                    |
| 2019 | Gib Gas               | Ufuk Bayraktar, Christoph Szulecki             |
| 2019 | La Haine              | Felix Aaron                                    |
| 2019 | Royal Rumble          | Traviez the Director                           |
| 2019 | Im Plus               | Christoph Szulecki                             |
| 2019 | Energie               | Plug, Jakub Rzucidlo                           |
| 2019 | Im Film               | Felix Aaron                                    |
| 2019 | Yeah                  | MacDuke                                        |
| 2019 | Fendi Drip            | Christoph Szulecki                             |
| 2019 | Summer Cem            | Plug, Jakub Rzucidlo                           |
| 2019 | Athen                 | Jakub Rzucidlo                                 |
| 2019 | Himmel grau           | Shaho Casado                                   |
| 2020 | Mios mit Bars         | Plug, Jakub Rzucidlo                           |
| 2020 | Sip                   | Felix Aaron                                    |
| 2020 | Trippin’              | Plug, Jakub Rzucidlo                           |
| 2020 | Maison                | 100Blackdolphins                               |
| 2020 | Valla nein!           | Plug, Jakub Rzucidlo                           |
| 2020 | XXL                   | Plug, Jakub Rzucidlo                           |
| 2020 | Nacht zu kurz         | Plug                                           |
| 2020 | Never Know            | Plug, Jakub Rzucidlo                           |
| 2020 | Bad                   | Farhad Tahir                                   |
| 2020 | Devam                 | Henning Brix                                   |
| 2020 | Ain’t It Different    |                                                |
| 2020 | Aqua                  | Plug, Jakub Rzucidlo                           |
| 2020 | Shawty                | Plug, Jakub Rzucidlo, Tatjana Wenig            |
| 2021 | Suicide Doors         | Jakub Rzucidlo, Tatjana Wenig                  |
| 2021 | Birkin Bag            | Ali Akgül                                      |
| 2021 | Nicht wach            | Plug, Jakub Rzucidlo, Tatjana Wenig            |
| 2021 | Bad Eyez              | MacDuke                                        |
| 2021 | Peppermint            | Tatjana Wenig                                  |
| 2021 | On A                  | William Thomas                                 |
| 2021 | Kids from the Block   | Jakub Rzucidlo, Tatjana Wenig                  |
| 2021 | Elmas                 | Hasan Kuyucu                                   |
| 2021 | Drilla                | Ali Akgül                                      |
| 2021 | Schmetterling         | Jakub Rzucidlo, Tatjana Wenig                  |
| 2021 | 2CB                   | Shaho Casado                                   |
| 2021 | SUVs                  | Ali Akgül                                      |
| 2021 | 10von10 (Remix)       | Adal Giorgis                                   |
| 2022 | Majestic              | Ali Akgül                                      |
| 2022 | Beautiful Girl        | Justin Gray, Patrick Großmann                  |
| 2022 | Dunya                 | Sinan Sevinç, Dominik Ströhle                  |
| 2022 | Cloud                 | Alyh                                           |
| 2022 | Push It               | Alyh                                           |
| 2022 | Adrenalina            | Fati.TV                                        |
| 2022 | Frozen Tears          | Alyh                                           |
| 2022 | Präsi Suite           |                                                |
| 2022 | Bamba                 | Alyh, BenMarc                                  |
| 2022 | Magic                 | Alyh                                           |
| 2023 | On My Way             | Alyh, Patrick Großmann                         |
| 2023 | All Night             | Shaho Casado                                   |
| 2023 | Orange                | PeterMarvu                                     |
| 2023 | Expensive Shit        | Alyh2023                                       |
| 2023 | We Too Deep           | Ian Wessex                                     |
| 2023 | Mami                  | Alyh2023                                       |
| 2023 | Pay Per View          | DJ Jeezy, Yared                                |
| 2023 | Cold Princess         | Alyh2023                                       |
| 2023 | 2 Germans             | Alyh2023                                       |
| 2023 | Familia               | Alyh2023                                       |
| 2023 | Wonderful Life        | Simon Berger, Paul Fanger                      |
| 2024 | Time                  | Alyh2024, Ian Wessex                           |
| 2024 | Intro                 | Alyh2024, Ian Wessex                           |
| 2024 | Blue Porsche          | Alyh2024, Ian Wessex                           |
| 2024 | What Happened         | JNKL                                           |
| 2024 | Eta                   |                                                |
| 2024 | Blaq on Blaq          | Yng6k                                          |
| 2024 | Baddies               | Liam Gibson                                    |
| 2024 | Starboy               | Alyh2024, Ian Wessex                           |
| 2024 | Playboybunnies        | Lucca Mille                                    |
| 2024 | Butcher               | Sponge Productions                             |
| 2025 | Gesegnet              | Specter Berlin                                 |
| 2025 | Unlock                | Jakub Rzucidlo                                 |
| 2025 | Energy                | Sekuencë                                       |
| 2025 | Hit One               | Jakub Rzucidlo                                 |
| 2025 | Big Boy               | Patrick Großmann, Jakub Rzucidlo               |
| 2025 | Sure Shots            | Patrick Großmann, Jakub Rzucidlo               |

## Sonderveröffentlichungen
| Jahr | Titel Album                                                                    | Anmerkungen                                                                                   |
| ---- | ------------------------------------------------------------------------------ | --------------------------------------------------------------------------------------------- |
| 2017 | Tresi Thronfolger                                                              | Erstveröffentlichung: 22. September 2017 Kalim feat. Luciano                                  |
| 2017 | Yakuza Hitman                                                                  | Erstveröffentlichung: 2. November 2017 Veysel feat. Luciano                                   |
| 2018 | Chabos wissen wer der Babo ist (Remix) Chabos wissen wer der Babo ist (Single) | Erstveröffentlichung: 23. Februar 2018 Haftbefehl feat. Eno, Luciano, Nimo & Soufian          |
| 2018 | Airmax gegen Kopf Dardy Luther King (Pt. I)                                    | Erstveröffentlichung: 23. März 2018 Dardan feat. Luciano                                      |
| 2018 | Attitüde Arrivé                                                                | Erstveröffentlichung: 13. Juli 2018 Mortel feat. Luciano                                      |
| 2018 | Check Surf ’n’ Turf                                                            | Erstveröffentlichung: 21. September 2018 Azzi Memo feat. Luciano                              |
| 2018 | Roli Glitzer Glitzer Allein                                                    | Erstveröffentlichung: 2. November 2018 Capital Bra feat. Eno & Luciano                        |
| 2018 | Skimaske Money Tape EP                                                         | Erstveröffentlichung: 28. November 2018 Veysel feat. Luciano                                  |
| 2018 | Loco MB4                                                                       | Erstveröffentlichung: 14. Dezember 2018 Manuellsen feat. Luciano                              |
| 2019 | Pilot Fuchs                                                                    | Erstveröffentlichung: 3. Mai 2019 Eno feat. Luciano                                           |
| 2019 | Kilo Null auf Hundert                                                          | Erstveröffentlichung: 4. Juli 2019 Kalim feat. Luciano                                        |
| 2019 | Over Randale                                                                   | Erstveröffentlichung: 19. Juli 2019 Yonii feat. Luciano                                       |
| 2019 | Gib Gas Wave                                                                   | Erstveröffentlichung: 9. August 2019 Ufo361 feat. Luciano                                     |
| 2019 | Energie Ich und keine Maske                                                    | Erstveröffentlichung: 26. September 2019 Sido feat. Luciano                                   |
| 2019 | Summer Cem Nur noch nice                                                       | Erstveröffentlichung: 8. November 2019 Summer Cem feat. Luciano                               |
| 2019 | Vintage (Remix) Nimmerland                                                     | Erstveröffentlichung: 6. Dezember 2019 RIN feat. Luciano & Sido                               |
| 2019 | Star Nimoriginal                                                               | Erstveröffentlichung: 19. Dezember 2019 Nimo feat. Luciano                                    |
| 2020 | Athen LSD                                                                      | Erstveröffentlichung: 14. Februar 2020 Jamule feat. Luciano                                   |
| 2020 | Flex EU Drillas                                                                | Erstveröffentlichung: 21. Februar 2020 AM & Skengdo feat. Luciano                             |
| 2020 | Bad Weißwein & Heartbreaks                                                     | Erstveröffentlichung: 18. September 2020 Reezy feat. Luciano                                  |
| 2020 | Saint Laurent MVP                                                              | Erstveröffentlichung: 24. September 2020 Kalim feat. Luciano                                  |
| 2020 | Valla nein! Maximum III                                                        | Erstveröffentlichung: 16. Oktober 2020 KC Rebell & Summer Cem feat. Luciano                   |
| 2020 | Vision Akte Nu51                                                               | Erstveröffentlichung: 5. November 2020 Nu51 feat. Luciano                                     |
| 2020 | Devam Blaue Stunde                                                             | Erstveröffentlichung: 20. November 2020 Gentleman feat. Ezhel & Luciano                       |
| 2021 | On A Drill FR                                                                  | Erstveröffentlichung: 26. Februar 2021 Gazo feat. Luciano                                     |
| 2021 | Ferrari Plaza                                                                  | Erstveröffentlichung: 22. Januar 2021 Capo Plaza feat. Luciano                                |
| 2021 | Leise Futura                                                                   | Erstveröffentlichung: 23. April 2021 Miksu/Macloud feat. Luciano                              |
| 2021 | XXL Futura                                                                     | Erstveröffentlichung: 23. April 2021 Miksu/Macloud feat. Jamule, Luciano & Summer Cem         |
| 2021 | Ruff Das schwarze Album                                                        | Erstveröffentlichung: 29. April 2021 Haftbefehl feat. Luciano                                 |
| 2021 | Wings 2.0 Stay High                                                            | Erstveröffentlichung: 30. April 2021 Ufo361 feat. Luciano                                     |
| 2021 | Vollmond Ensar                                                                 | Erstveröffentlichung: 27. August 2021 Eno feat. Luciano                                       |
| 2021 | 2CB Zukunft II                                                                 | Erstveröffentlichung: 1. Oktober 2021 RAF Camora feat. Luciano                                |
| 2021 | Shoote Scorpion to Society                                                     | Erstveröffentlichung: 15. Oktober 2021 Billa Joe & Summer Cem als Scorpion Gang feat. Luciano |
| 2021 | Bleib’ über Nacht T.O.T.Y.                                                     | Erstveröffentlichung: 28. Oktober 2021 Kalim feat. Luciano                                    |
| 2021 | Paid in Full T.O.T.Y.                                                          | Erstveröffentlichung: 28. Oktober 2021 Kalim feat. Luciano                                    |
| 2022 | Alles black Große Freiheit                                                     | Erstveröffentlichung: 13. Januar 2022 Gzuz feat. Luciano & RAF Camora                         |
| 2022 | 10von10 (Remix) Seelenfrieden                                                  | Erstveröffentlichung: 18. Februar 2022 Pajel feat. Headie One & Luciano                       |
| 2022 | Diamonds 8                                                                     | Erstveröffentlichung: 10. März 2022 Capital Bra feat. Luciano                                 |
| 2022 | Bad Eyez Moonboy                                                               | Erstveröffentlichung: 24. März 2022 Nimo feat. Luciano                                        |
| 2022 | Paris Traplife Balance                                                         | Erstveröffentlichung: 13. Mai 2022 Billa Joe feat. Luciano & Reezy                            |
| 2022 | Rede mit mir B2B                                                               | Erstveröffentlichung: 8. Dezember 2022 Kalim feat. Luciano                                    |
| 2023 | Adrenalina Dhurata                                                             | Erstveröffentlichung: 2. März 2023 Dhurata Dora feat. Luciano                                 |
| 2023 | Expensive Shit Mr. Misunderstood                                               | Erstveröffentlichung: 12. Mai 2023 Reezy feat. Luciano                                        |
| 2023 | All Night XV                                                                   | Erstveröffentlichung: 23. Juni 2023 RAF Camora feat. Luciano                                  |
| 2023 | Lifeline Really Her                                                            | Erstveröffentlichung: 29. September 2023 Bia feat. Luciano                                    |
| 2023 | Von Anfang Die Hoffnung klaut mir niemand                                      | Erstveröffentlichung: 9. November 2023 Kontra K feat. Luciano                                 |
| 2024 | Eta Do Not Disturb                                                             | Erstveröffentlichung: 15. März 2024 Nemzzz feat. Luciano                                      |
| 2024 | Blaq on Blaq Xabat                                                             | Erstveröffentlichung: 26. Juli 2024 HoodBlaq feat. Luciano                                    |
| 2025 | Playboybunnies Most Valuable Playa                                             | Erstveröffentlichung: 28. März 2025 Jazeek feat. Luciano & Miksu/Macloud                      |

| Jahr | Titel Album                       | Anmerkungen                                                      |
| ---- | --------------------------------- | ---------------------------------------------------------------- |
| 2020 | Himmel grau Nonstop               | Erstveröffentlichung: 28. Februar 2020 mit The Cratez & Kontra K |
| 2021 | Naye Bantu Nation Sampler, Vol. 1 | Erstveröffentlichung: 18. November 2021 mit G-Mac                |

## Statistik

### Chartauswertung
|                     | DE    | AT    | CH    |
| ------------------- | ----- | ----- | ----- |
| Nummer-eins-Alben   | DE1DE | AT—AT | CH2CH |
| Top-10-Alben        | DE8DE | AT7AT | CH7CH |
| Alben in den Charts | DE9DE | AT9AT | CH9CH |

|                       | DE      | AT      | CH      |
| --------------------- | ------- | ------- | ------- |
| Nummer-eins-Singles   | DE8DE   | AT5AT   | CH5CH   |
| Top-10-Singles        | DE53DE  | AT34AT  | CH37CH  |
| Singles in den Charts | DE125DE | AT100AT | CH106CH |

### Auszeichnungen für Musikverkäufe
| Goldene Schallplatte - Italien - 2023: für die Single Orange - Polen - 2024: für die Single Ay Lala |

Anmerkung: Auszeichnungen in Ländern aus den Charttabellen bzw. Chartboxen sind in ebendiesen zu finden.
| Land/RegionAuszeichnungen für Musikverkäufe (Land/Region, Auszeichnungen, Verkäufe, Quellen) | Gold       | Platin       | Verkäufe  | Quellen                         |
| -------------------------------------------------------------------------------------------- | ---------- | ------------ | --------- | ------------------------------- |
| Deutschland (BVMI)                                                                           | 27× Gold27 | 3× Platin3   | 6.400.000 | musikindustrie.de               |
| Italien (FIMI)                                                                               | Gold1      | —            | 50.000    | fimi.it                         |
| Österreich (IFPI)                                                                            | 2× Gold2   | 4× Platin4   | 150.000   | ifpi.at AT2                     |
| Polen (ZPAV)                                                                                 | Gold1      | —            | 25.000    | olis.pl                         |
| Schweiz (IFPI)                                                                               | 8× Gold8   | 3× Platin3   | 140.000   | hitparade.ch beta.musikwoche.de |
| Insgesamt                                                                                    | 39× Gold39 | 10× Platin10 |           |                                 |